# 谷村晃
谷村 晃（たにむら こう、1927年4月27日 - 2005年10月7日）は、日本の音楽学者。
兵庫県生まれ。1951年京都大学文学部卒。1963年から1965年までミュンヘン大学に留学。1968年「ウィーン古典派音楽の精神構造」で文学博士（関西学院大学）。関西学院大学、大阪大学教授、1993年定年退官、大阪芸術大学教授。1983年から1989年まで日本音楽学会会長を務めた。1979年から1996年までサントリー学芸賞選考委員。

## 著書

### 単著
- 『ウィーン古典派音楽の精神構造』音楽之友社 1971年

### 編著
- 『十津川の盆踊り』アカデミア・ミュージック 1992年

## 訳書
- P.H.ラング『西洋文化と音楽』（酒井諄・馬淵卯三郎と監訳）音楽之友社 1975-1976年
- マーティン・チューシッド編『シューベルトの交響曲ロ短調 未完成』東海大学出版会 1981年
- Th.G.ゲオルギアーデス『シューベルト 音楽と抒情詩』（樋口光治・前川陽郁共訳）音楽之友社 2000年

## 記念論文集
- 音と言葉 谷村晃先生退官記念論文集 音楽之友社 1993年9月